# Orobanche calendulae
Orobanche calendulae är en snyltrotsväxtart som beskrevs av Auguste Nicolas Pomel. Orobanche calendulae ingår i släktet snyltrötter, och familjen snyltrotsväxter. Inga underarter finns listade i Catalogue of Life.